# 공주 충청감영 측우기
공주 충청감영 측우기(公州 忠淸監營 測雨器)는 서울특별시 종로구 국립기상박물관에 있는, 조선시대의 천문지리기구이다. 1971년 12월 21일 금영 측우기(錦營 測雨器)라는 이름으로 보물 제561호로 지정되었다가, 2020년 2월 27일 대한민국의 국보 제329호로 승격 지정되었다. 국보 승격 직후까지는 서울특별시 동작구에 위치한 기상청에서 보관하다가, 2020년 국립기상박물관이 개관하면서 대중에 전시되고 있다.

## 개요
빗물을 그릇에 받아 강우량을 재는 측우기는 1441년에 만들어진 후 여러차례 다시 만들어졌으나, 현재 남아 있는 것은 1837년에 만들어진 공주 충청감영 측우기가 유일하다. 측우기는 원통형의 표면 3곳에 대나무처럼 도드라진 마디가 눈에 띤다. 원통형의 동그란 통은 빗물을 받는 그릇으로 여기에 주척이라 부르는 자가 있어 측우기에 고인 빗물의 깊이를 쟀다. 화강석 받침에 새겨진 글에는 1770년에 만들었다는 기록이 있다.

## 지정 사유
국보 제329호 '공주 충청감영 측우기(公州 忠淸監營 測雨器)'는 1837년(헌종 3)에 제작된 것으로, 측우대는 없고 측우기만 전해오고 있다. 조선시대 충남지역 감독관청이었던 공주감영[錦營]에 설치되었던 것으로, 공주 감영에 보관되어 있다가 일본의 기상학자 와다 유지(和田雄治)에 의해 발견되어 1915년 일본 기상청에 옮겨졌으나, 1971년에 대한민국으로 반환되었다. 2012년 3월 20일, 반환 이후 처음으로 일반에 공개되었다. 조선시대에는 중앙정부에서 측우기를 제작해 전국의 감영에 보냈기 때문에 여러 점이 만들어졌으리라 예상되지만, 지금까지 ‘공주 충청감영 측우기’만 유일하게 알려져 있다.
1442년(세종 24)에 발명된 측우기는 서양보다 약 200년 앞서 발명된 세계 최초의 과학적 강우(降雨) 측정기이다. 조선의 측우기는 땅에 스며든 물의 깊이를 측정하던 이전의 비합리적인 강우 측정방식에서 벗어나 본격적으로 강수량을 정량적으로 측정 가능케 한 발명품이라는 점에서 세계과학사적인 의미가 매우 크다.
조선시대 측우제도를 유일하게 증명하고 있는 ‘공주 충청감영 측우기’의 제작시기와 크기 등에 대해서는 중단의 바깥 면에 새겨진 명문(銘文)을 통해 확인된다. 명문에 의하면 이 측우기는 1837년(헌종 3)에 만들었으며 높이는 평균 1자[尺] 5치[寸], 직경 7치, 무게 11근으로 오늘날 치수로 환산하면 높이 32.1cm, 지름 14.9cm, 무게는 6.2kg에 해당하며, 이는 세종 대에 처음 만들어진 측우기 제도를 그대로 따른 것이다. 아울러 바닥면의 명문을 통해 통인(通引), 급창(及唱), 사령(使令)의 직책을 가진 관리들이 관련 업무를 담당했음을 알 수 있다. 표면에 새겨진 이러한 규격 사항은 바로 이 측우기가 조선시대 측우기 제작 지침에 맞게 만들어졌음을 실질적으로 의미한다고 하겠다.
- 측우기 중단의 명문 : 공주 충청감영 측우기는 높이가 1자 5치, 지름은 7치, 도광 정유년(1837)에

만들었고 무게는 11근이다.(錦營/測雨器/高一尺五寸/徑七寸/道光丁酉製/ 重十一斤)

- 측우기 바닥면의 명문 : 입번은 통인, 급창, 사령이 담당함(入番通引/及唱/使令/次知)

구성을 보면, 원형의 청동 주물로 제작되어 있으며 하단과 중단 3단의 세 단으로 분리될 수 있도록 만들어졌다. 하단의 아래쪽은 바닥이 막혀 있어 물을 담아 강우량을 측정할 수 있으며 중단과 상단은 서로 접합시키는 구조이다. 사용 시에는 접합부에 납땜을 해 고정시켰던 것으로 보인다. 이는 과학적 조사를 통해 중단과 하단의 접합부에 납땜 흔적이 다수 발견된 것을 통해서도 증명된다. 접합부는 미세하게 상부가 넓고 하부가 좁아 서로 끼워 맞추도록 하였고 구연부는 대나무 마디처럼 만들어 기형(器形)의 변형을 막고자 한 것으로 보아 정확한 강수량 측정을 위해 고도의 정밀한 형태로 고안되었음을 알 수 있다.
이러한 점에서 국보 제329호 '공주 충청감영 측우기'는 비록 19세기에 만들어졌으나, 세종시대 이후 비의 양을 과학적으로 측정하던 전통이 그대로 이어져 내려왔음을 증빙해준다. 따라서 유일하게 남아있는 유물로서만 그 중요성이 있는 것이 아니라 전국적인 관측 시스템의 구축과 지속적인 관측에 이어 이를 농사에 활용하여 농업 생산량을 증가시키는데도 기여했음을 보여주는 유물이므로, 인류과학사적 의미가 지대해 국보로 지정할 가치가 충분하다.

## 특징
높이 315mm, 내부 직경 140mm의 원통형으로, 높이는 1척 5천, 지름은 7촌으로 그 크기가 새겨져 있다. 3단으로 분리되는 구조로 되어 있다. 특히, 공주 충청감영 측우기의 평균 치수인 높이 32.1cm, 지름 14.9cm를 주척(周尺, 1자 206～207mm)으로 환산했을 때 명문에 표기된 '높이 1자 5치[高 1尺 5寸]와 직경 7치[經 7寸]'와 근사한 값을 얻을 수 있다는 점에서 이 측우기는 주척을 기준으로 제작되었음을 확인할 수 있다. 이는 곧 측우기 각 동체(胴體)가 약 5치의 크기로 만들어져 굳이 자를 대지 않아도 몸체가 대력적인 강수량을 알 수 있는 척도로서 기능을 했음을 말해준다.

## 관측 기록
1800년대에 공주 감영에서 강우량을 측정한 기록이 《각사등록(各司謄錄)》에서 발견되었다.

## 갤러리

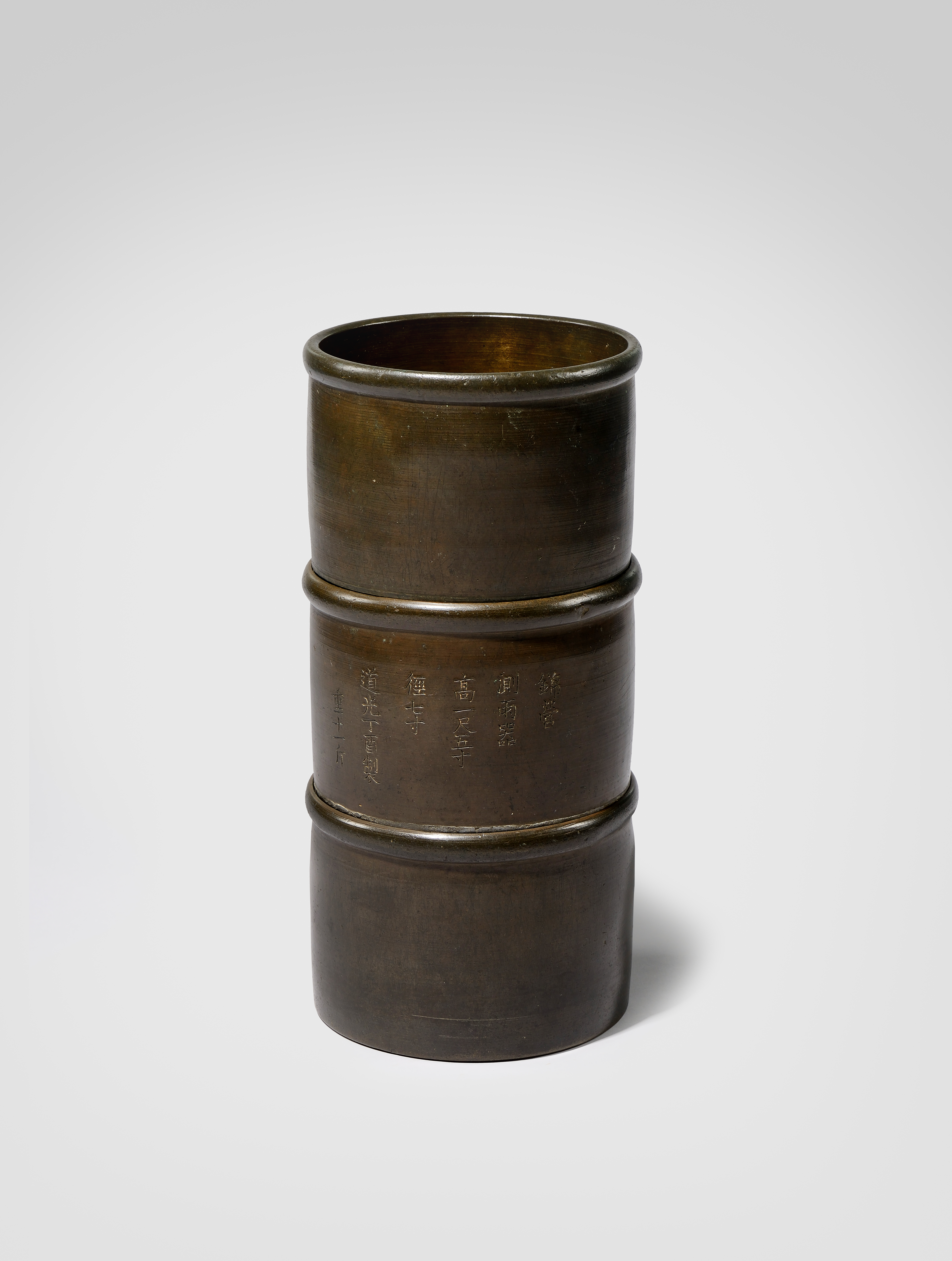
국보 지정 당시 촬영된 사진.

## 같이 보기
- 측우기

## 참고 자료
- 공주 충청감영 측우기 - 국가유산청 국가유산포털
- 금영 측우기로 보물 지정되었을 당시 안내 - 국가유산청 국가유산포털